# 马斯特里赫特-亚琛机场

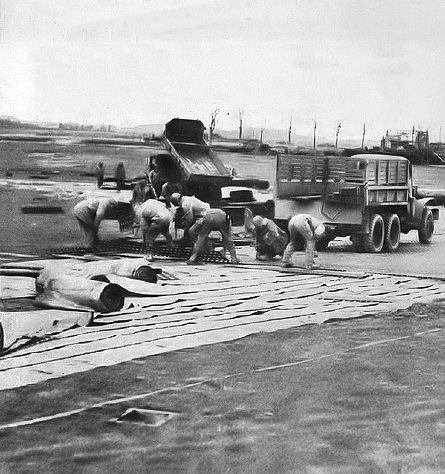
第九工程部队修建高级着陆地

马斯特里赫特-亚琛机场（荷蘭語：Maastricht Aachen Airport）是一座位於荷兰小镇贝克的机场，距离荷兰南部城市马斯特里赫特9.3公里，而德国城市亚琛则与该机场相距28公里。马斯特里赫特－亚琛机场是荷兰第二大货运机场。2011年，该机场录得出行乘客人数36万人次、货物进出口9.25万吨。
该机场亦为欧洲空中航行安全组织的马斯特里赫特上部区域控制中心 (MUAC) 所在地。

## 历史
荷兰林堡省修建机场的计划可以追溯至1919年。当时政府点选多个修建机场的位置，但由于各个市镇意见不同而耽误、推迟。1939年7月，荷兰林堡省政府决定资助修建机场，但不久因第二次世界大战爆发而再度搁置。随着诺曼底战役的爆发，美国陆军航空军所属的美国第九航空队（尤其是当中的第九工程部队）负责修建前哨机场。马斯特里赫特于1944年从纳粹德国手中解放，同年10月美国战术空军司令部第十九分队前哨司令部联合第八十八和第三十三次战机队驻扎到马斯特里赫特，和美国第九航空队并肩作战。
美军在靠近新前哨总部、位处荷兰小镇贝克、赫勒和于勒斯特拉滕之间的地点建立一个临时机场。他们首先指挥清理了一些被坦克破坏的果园，並从附近一个曾于1942年被误炸的小镇赫倫的瓦砾来平整土地。美军修建了一条长1696米的飞机跑道， 并用穿孔钢板加固。机场於1945年3月22日正式投入运营，从开始兴建到完工不到两个月。第一批使用该机场的人是驾驶F-6战斗机（自P-51战斗机衍生的其中一款侦查机）的美军第31战术侦察中队，他们于1945年3月22日来到机场。
随后纳粹德国屡战屡败，盟军推进至德国腹地，荷兰境内的直接战斗结束，第31战术侦察中队于1945年4月19日转移往德国城市威斯巴登。1945年8月1日，机场正式转交至荷兰政府。